# Вилкове
Ви́лкове — місто в українській частині дельти Дунаю, на крайньому південному заході України, в Ізмаїльському районі, Одеської області. Цей останній населений пункт на берегах Дунаю перед його впадінням в Чорне море називають українською Венецією. Відстань до обласного центру по автошляху Т 1628 становить приблизно 207 км. Місто є адміністративним центром Вилківської міської громади.
У місті розміщений Усть-Дунайський морський торговельний порт. Діє пункт контролю на кордоні з Румунією Вилкове — Периправа.

## Загальні відомості
Місто засновано 1746 року під назвою Посад Липованське, статус міста отримано у 1762 році.
Засновниками міста в цій, на перший погляд, непридатній для господарювання болотній місцевості, була перша хвиля втікачів з Російської імперії. Тікали сюди старообрядці подалі від церковної реформи, відомої як реформа московського патріарха Никона. Територія, де нині розташувалось Вилкове, на той час була дикою і перебувала у складі Османської імперії. Була і друга хвиля переселенців — козаків-некрасівців. Це учасники повстання 1708 року під проводом Кіндрата Булавина, які після своєї поразки шукали порятунку від урядових військ. Запорозькі козаки, після розгрому Катериною II Запорозької Січі, також селилися в дельті Дунаю.

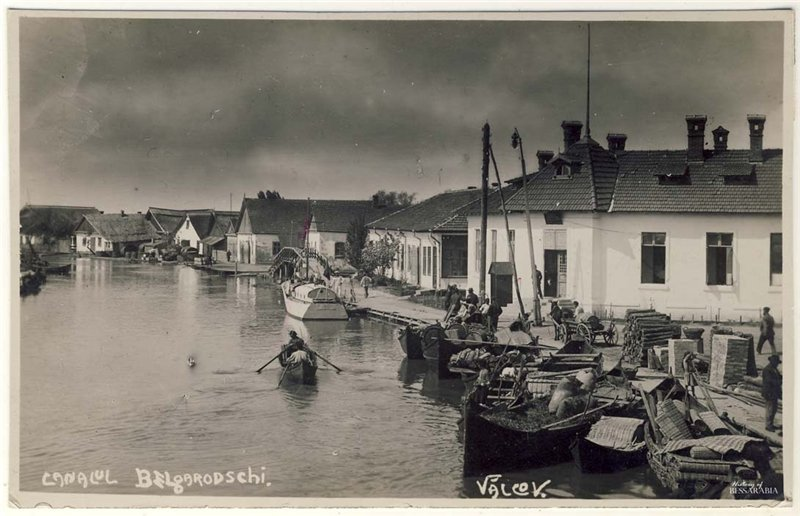
Вилкове на початку XX століття

Теперішньою назвою місто зобов'язане своєму географічному положенню, де Дунай розділяється на кілька рукавів, утворюючи своєрідну «вилку»
Це місто також відоме своїми численними водними каналами (місцеві жителі називають їх єриками), що прориті вздовж вулиць. Тому човен тут є звичнішим засобом пересування, ніж автомобіль. Місто налічує близько 11000 мешканців (на 2001 рік), з них близько 70 % — росіяни-липовани, близько 25 % — українці, а також румуни, молдовани, гагаузи та болгари.
Найбільша християнська конфесія міста — православні старообрядці-липовани, решта — вірні Української Православної Церкви Московського патріархату. В місті три церкви: дві належать старообрядцям, одна — УПЦ МП.

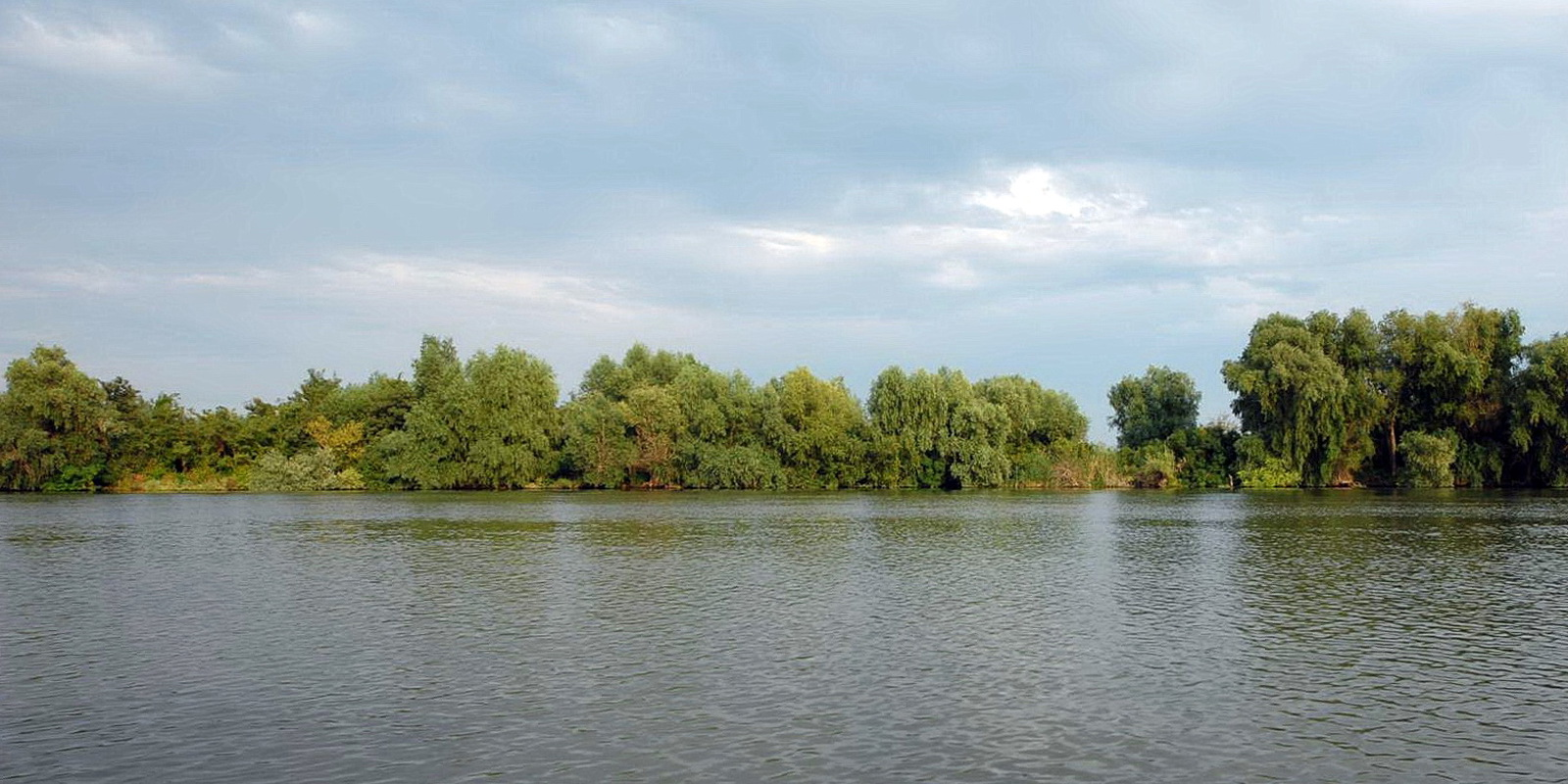
Дунайські плавні

З огляду на те, що Вилкове розташоване посеред боліт дельти Дунаю, загальноприйнятий в Одеській області тип зернового сільського господарства тут неможливий, тому найбільшою сферою зайнятості населення є рибальство на Дунаї, озерах дельти та в Чорному морі. Окрім рибальства, Вилкове відоме як місце виноградарства та вирощування полуниць (ці культури масово вирощуються мешканцями міста на островах дельти).
У Вилковому розташована адміністрація Українського Дунайського біосферного заповідника, чия територія охоплює острови дельти вгору та вниз за течією Дунаю, плавні на північ від Дунаю, озера дельти та двокілометрову смугу морської акваторії вздовж узбережжя.
Поблизу міста створено ботанічний заказник місцевого значення Ліски.

## Клімат
За класифікацією Кеппена клімат Вилкового визначається як Вологий континентальний (Dfa), близький до субтропічного (Cfb). Переважна температура січня — +1,2 градуса Цельсія, липня — +24,0 градуса Цельсія.
| Клімат Вилкове                                                                             | Клімат Вилкове | Клімат Вилкове | Клімат Вилкове | Клімат Вилкове | Клімат Вилкове | Клімат Вилкове | Клімат Вилкове | Клімат Вилкове | Клімат Вилкове | Клімат Вилкове | Клімат Вилкове | Клімат Вилкове | Клімат Вилкове |
| Показник                                                                                   | Січ.           | Лют.           | Бер.           | Квіт.          | Трав.          | Черв.          | Лип.           | Серп.          | Вер.           | Жовт.          | Лист.          | Груд.          | Рік            |
| Середній максимум, °C                                                                      | 2,5            | 3,2            | 6,8            | 13,5           | 19,5           | 23,8           | 26             | 25,8           | 21,9           | 16,1           | 10,1           | 5,2            | 14,5           |
| Середня температура, °C                                                                    | −0,2           | 0,6            | 4              | 10,3           | 16             | 20,2           | 22,2           | 22             | 18,2           | 12,6           | 7,2            | 2,6            | 11,3           |
| Середній мінімум, °C                                                                       | −2,9           | −1,9           | −1,3           | 7,1            | 12,6           | 16,7           | 18,5           | 18,2           | 14,5           | 9,2            | 4,3            | 0              | 8,1            |
| Температура води, °C                                                                       | 5,8            | 4,7            | 5,7            | 10             | 16,2           | 21,1           | 23,7           | 24,5           | 21,2           | 17             | 12,7           | 8,8            | 14,3           |
| Норма опадів, мм                                                                           | 24             | 27             | 20             | 25             | 34             | 40             | 36             | 32             | 36             | 21             | 29             | 30             | 354            |
| ------------------------------------------------------------------------------------------ | -------------- | -------------- | -------------- | -------------- | -------------- | -------------- | -------------- | -------------- | -------------- | -------------- | -------------- | -------------- | -------------- |
| Джерело: Climate-Data.org. Архів оригіналу за 5 листопада 2020. Процитовано 4 червня 2022. |                |                |                |                |                |                |                |                |                |                |                |                |                |

## Населення
| 1959 | 1970 | 1979   | 1989   | 2001 | 2011 | 2016 | 2021 | 2022 |
| ---- | ---- | ------ | ------ | ---- | ---- | ---- | ---- | ---- |
| 8767 | 9873 | 10 302 | 11 022 | 9426 | 8570 | 8278 | 7804 | 7712 |

### Національний склад
Розподіл населення за національністю за даними перепису 2001 року:
| Національність     | Відсоток |
| ------------------ | -------- |
| росіяни (липовани) | 69.99%   |
| українці           | 26.48%   |
| молдовани          | 1.27%    |
| болгари            | 0.94%    |
| білоруси           | 0.38%    |
| гагаузи            | 0.30%    |
| інші/не вказали    | 0.64%    |

### Мова
Розподіл населення за рідною мовою за даними перепису 2001 року:
| Мова            | Кількість | Відсоток |
| --------------- | --------- | -------- |
| російська       | 7867      | 83.46%   |
| українська      | 1446      | 15.34%   |
| румунська       | 51        | 0.54%    |
| болгарська      | 26        | 0.27%    |
| білоруська      | 9         | 0.10%    |
| гагаузька       | 9         | 0.10%    |
| вірменська      | 1         | 0.01%    |
| польська        | 1         | 0.01%    |
| грецька         | 1         | 0.01%    |
| інші/не вказали | 15        | 0.16%    |
| Усього          | 9426      | 100%     |

## Релігія
Найбільша християнська конфесія міста — православні старообрядці — липовани, решта — віруючі Української православної церкви (Московський патріархат) і протестанти. З середини XIX століття в Вилковому існував чоловічий старообрядницький Петропавлівський монастир, закритий радянською владою в 1948 році. На згадку про нього споруджено каплицю. Діють дві старообрядницьких церкви (Нікольська церква і Різдва Пресвятої Богородиці) і три православні храми (Миколаївський, Серафимовский і Свято-Троїцький). Також у місті розташовані три протестантських церкви: одна належить баптистському руху; друга — п'ятидесятницькому руху, а третя є частиною Української Протестантської Церкви «Нове Покоління».

## Пам'ятки
Музей побуту імені Шаронова — в колекції музею картини та старовинні предмети побуту від місцевих. Заснував музей місцевий художник Олександр Шаронов.

### Пам'ятники
- Пам'ятник рибалці;
- пам'ятник старообрядцю-липовану;
- пам'ятник Святому Миколаю (відкрито 13 липня 2014 року)[10];
- пам'ятник Булату Окуджаві (відкрито у 2013 році).

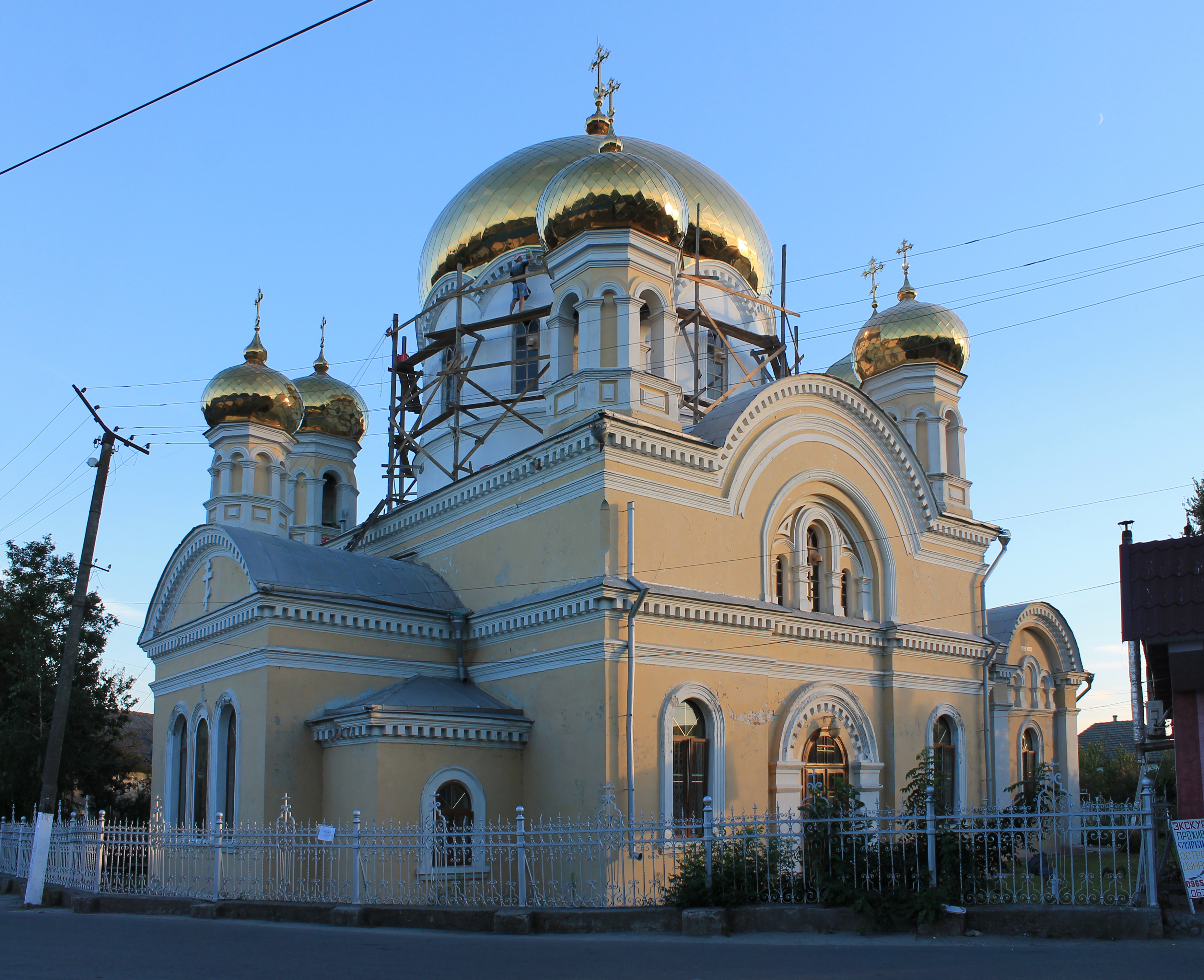
Свято-Миколаївська церква
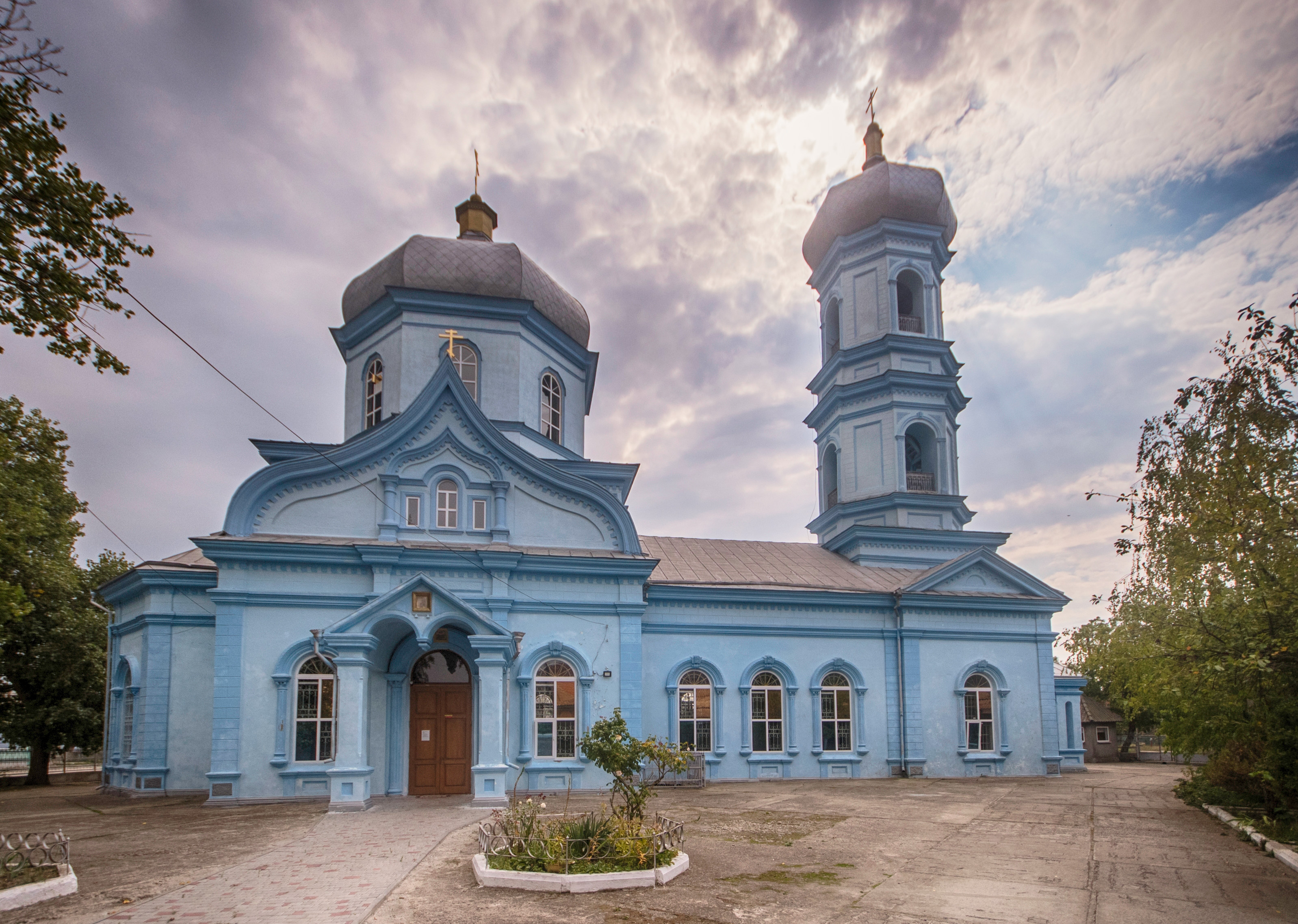
Старообрядницька Нікольська церква
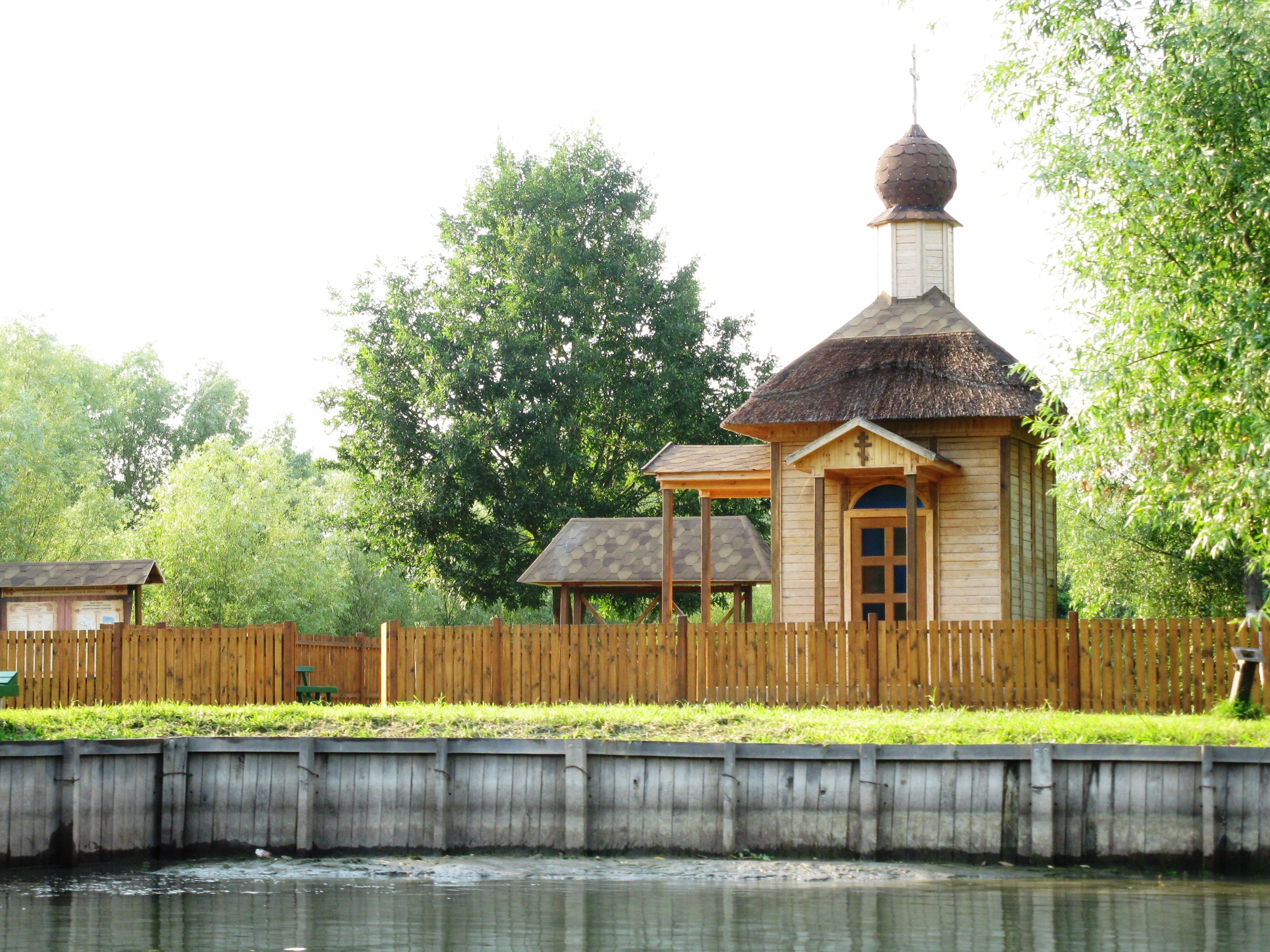
Сучасна каплиця, споруджена в пам'ять про Вилковський Петропавлівський монастир
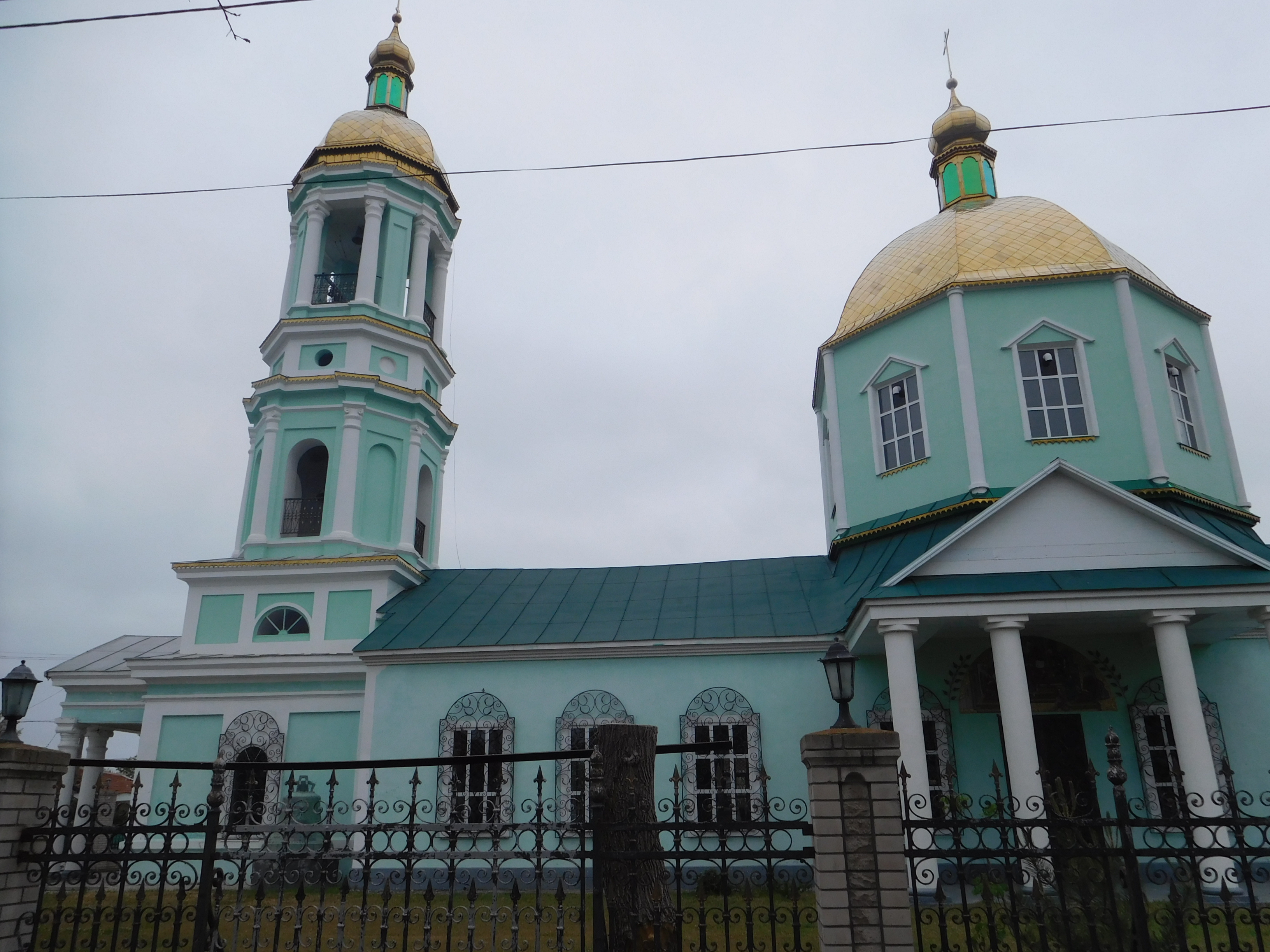
Церква Різдва Пресвятої Богородиці, Вилкове. Основна будівля храму побудована до 1857, дзвіниця — 1873
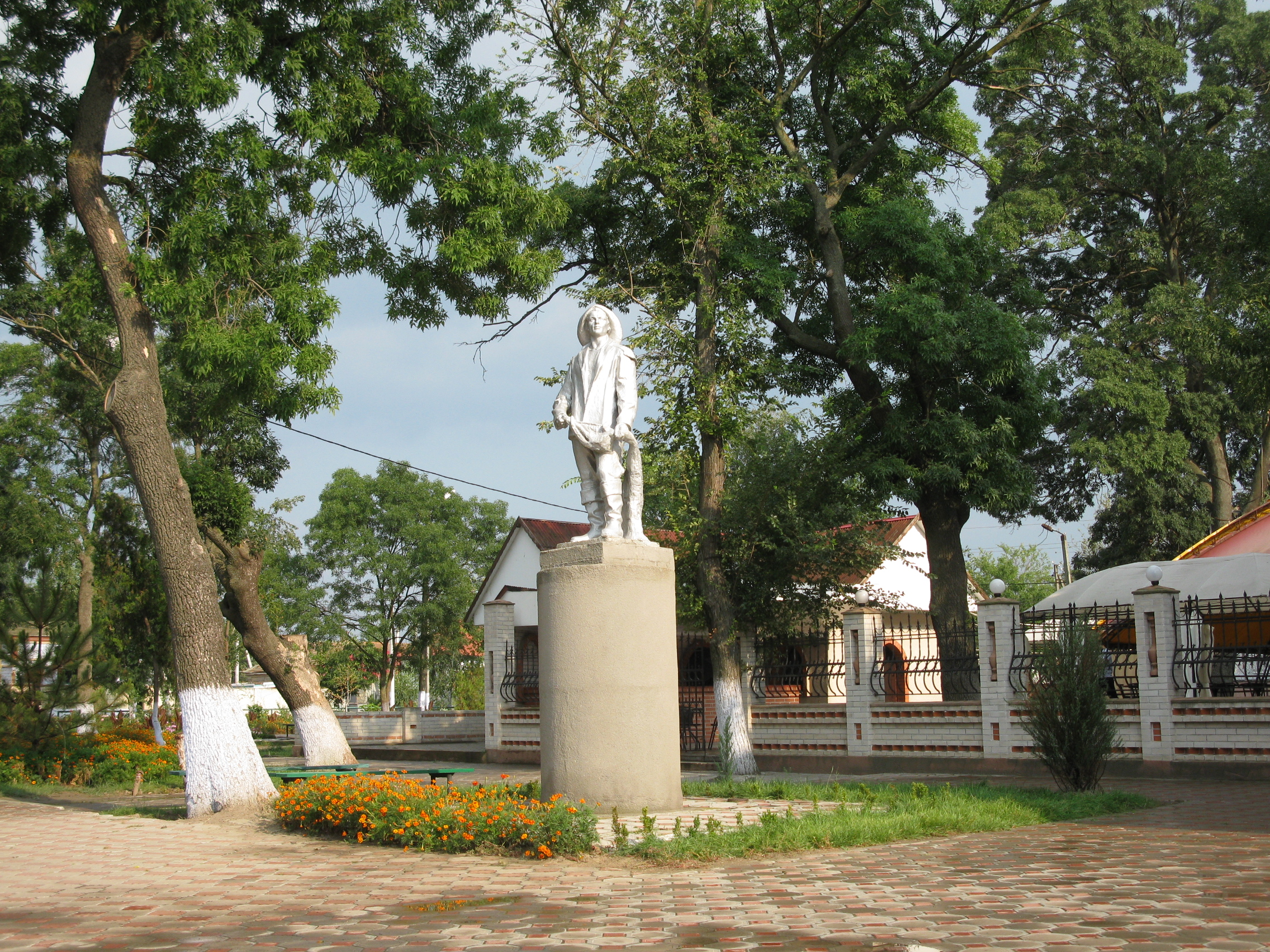
Пам'ятник рибалці
Пам'ятник Святому Миколаю

## Кулінарія
Місто славиться своєю унікальною збереженою липованською рибною кухнею. Вилківці все готують на рибі. Наприклад, пельмені й голубці з судаком. Дуже смачно, коли у фаршированих перцях — сазан замість м'яса. А восени дикого коропа запікають з айвою — це неймовірний смак і аромат.
Феномен гастрономічної мапи півдня — дунайський оселедець, яким гарантовано почастують у Вилкові. Цей вид промислової риби сам по собі особливий — високий відсоток жирності та унікальні смакові якості навряд дадуть змогу зіпсувати його в ході приготування. Але так, як вам подадуть страву вилківці, не подасть більше ніхто і ніде. Тут з пошаною ставляться до своєї «коронної страви», про що свідчить унікальний пам'ятник оселедцеві, споруджений у межах міста. До речі, у ресторанах Вилкова вам запропонують до 20 варіацій наїдку з дунайського оселедця! Найпростіший рецепт — «Дунайка п'ятихвилинка»: риба з човна, сіль, оцет, цибуля. Дунайку чистять, промивають у воді, максимально тонко нарізають і маринують у солі, оцті та рубаній цибулі.
Ще серед автентичних рецептів місцевих господинь є так звана вилківська юшка з дикого коропа. Страва вариться в гігантському казані: ціла картопля, ціла морква, перець, помідори. Наприкінці додають стейки риби, які варять буквально 10 хвилин, щоб не розварилися. Подають це страву по-особливому: рибу та нерозварені овочі окремо на великій тарілці, а суп наливають в окремі чашки або піали. Обов'язково пропонують спеціальний соус — саламур і легке місцеве вино. Саламур роблять із розтертим часником, сіллю оцтом та додають трішки юшки, щоб мокати в нього шматочки риби.
Лише у Вилкові виробляють традиційне вино Новак («водно-болотне вино» або «wetland wine»). Виноград та вино Новак займають важливе місце в соціальній та культурній сферах життя липован та інших мешканців міста Вилкове. Виноградарством та виноробством займаються як чоловіки, так і жінки, виготовляється вино майже в кожному дворі.

## Вилкове в мистецтві
Література
Незвичайність розташування населеного пункту привертала увагу літераторів. Булат Окуджава створив нарис «Містечко на єриках» («Літературна газета», № 122 від 11.10.1962 р.) та вірш «Дунайська фантазія» (1985). У 2013 році у Вилковому було відкрито пам'ятник Булату Окуджаві у рамках міжнародного фестивального проекту «Пісня Булата на Дунаї».
Про Вилково йдеться у повісті «Інше життя» Валерія Попова. У Вилковому відбувається дія книги «Трава і сонце» Анатолія Мошковського (безпосередньо назва міста не згадується, проте, воно є цілком впізнаваним).
Кулінарні традиції міста увійшли до книги «Вилкове. Рибна кухня липован. Історія, традиції, сучасність» (2013).
У Вілково тривалий час мешкала й учителювала молдовсько-російська письменниця Ольга Накко. Тут народився румунський та радянський письменник Ілля Константиновський.
Кінематограф
У Вилковому знімалося кілька фільмів. Дія українського радянського художнього фільму «Шурка обирає море» (1963) режисера Якова Хромченко починається у Вилковому.
У 1981 році вийшла музична стрічка «Про тебе» режисера Родіона Нахапетова із Вірою Глаголєвою у головній ролі.
У 2004 році вийшов художній фільм «Дванадцять стільців» («Zwölf Stühle») за однойменним романом Іллі Ільфа та Євгена Петрова у постановці німецької режисерки Ульрике Оттингер зі Георгієм Делієвим в ролі Остапа Бендера. Зйомки відбувалися у Вилковому та його околицях.

## Надзвичайна повінь 2018
У третій декаді березня 2018 року у місті розпочалася велика повінь, яка призвела до затоплення прибережних районів. Реалізується значна державна програма допомоги місцевому населенню.

## Галерея

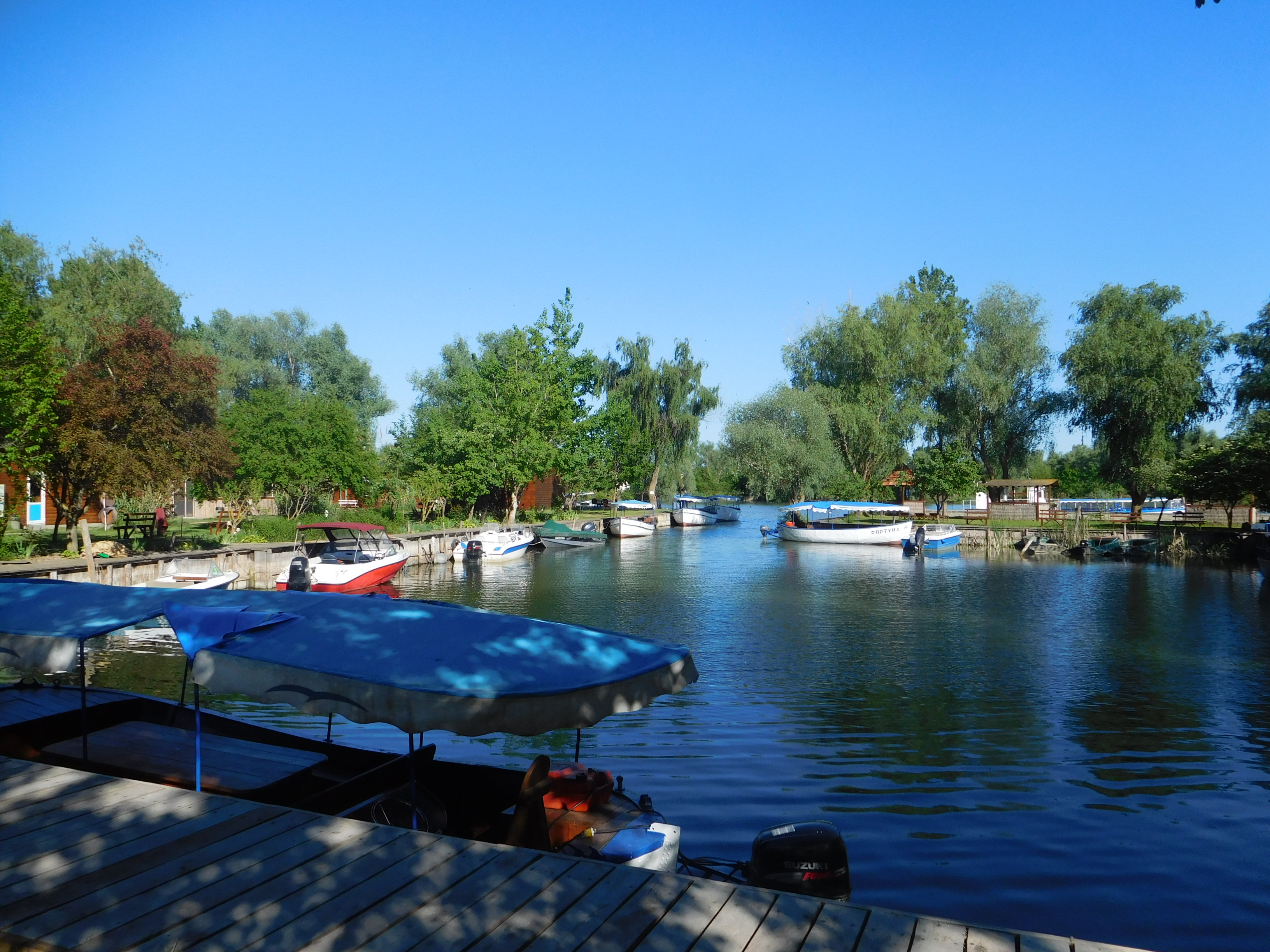
Туристична база «Пелікан»
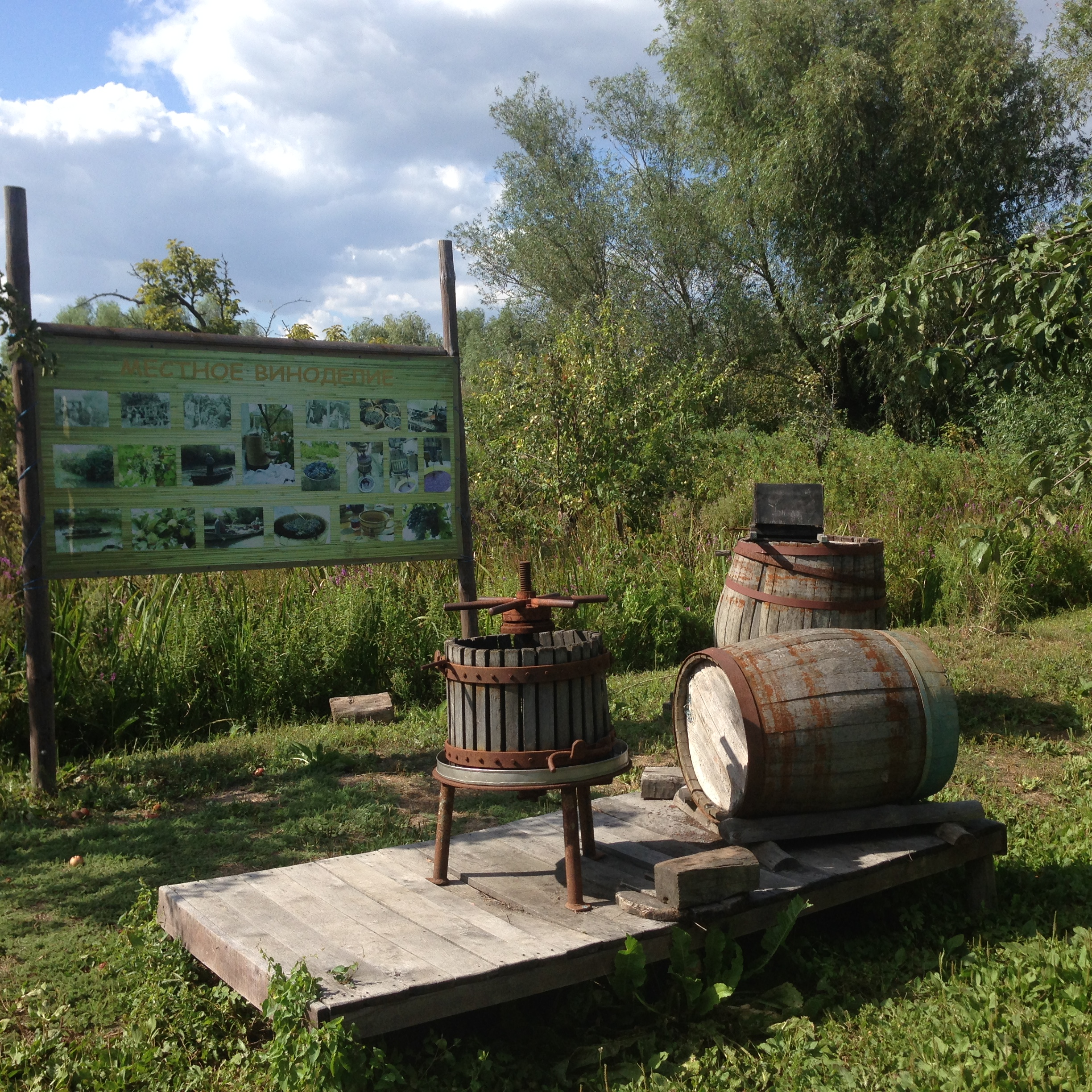
Експозиція музею «Квакенбург» на острові Очаківський
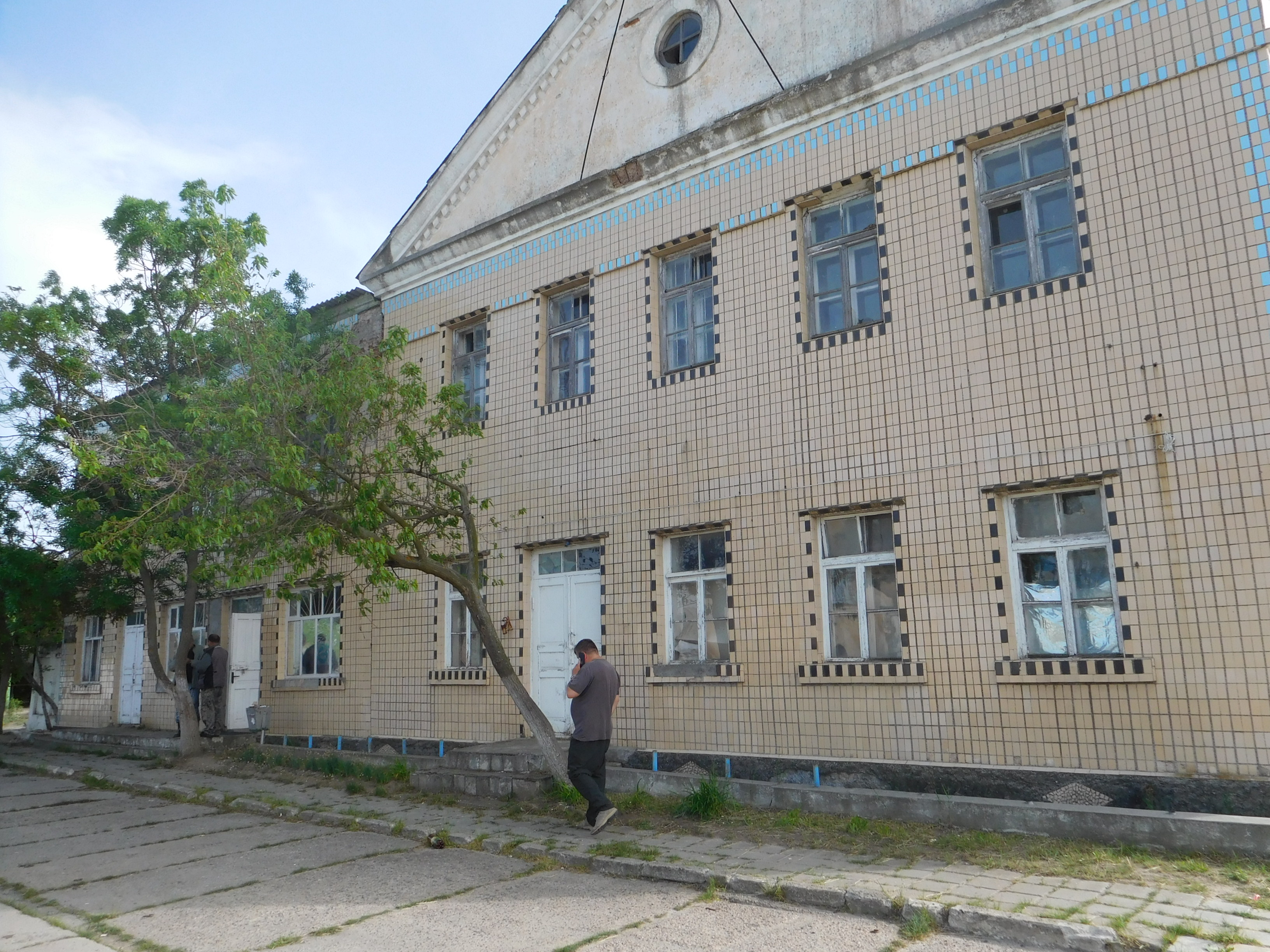
Будівля Рибопереробного заводу
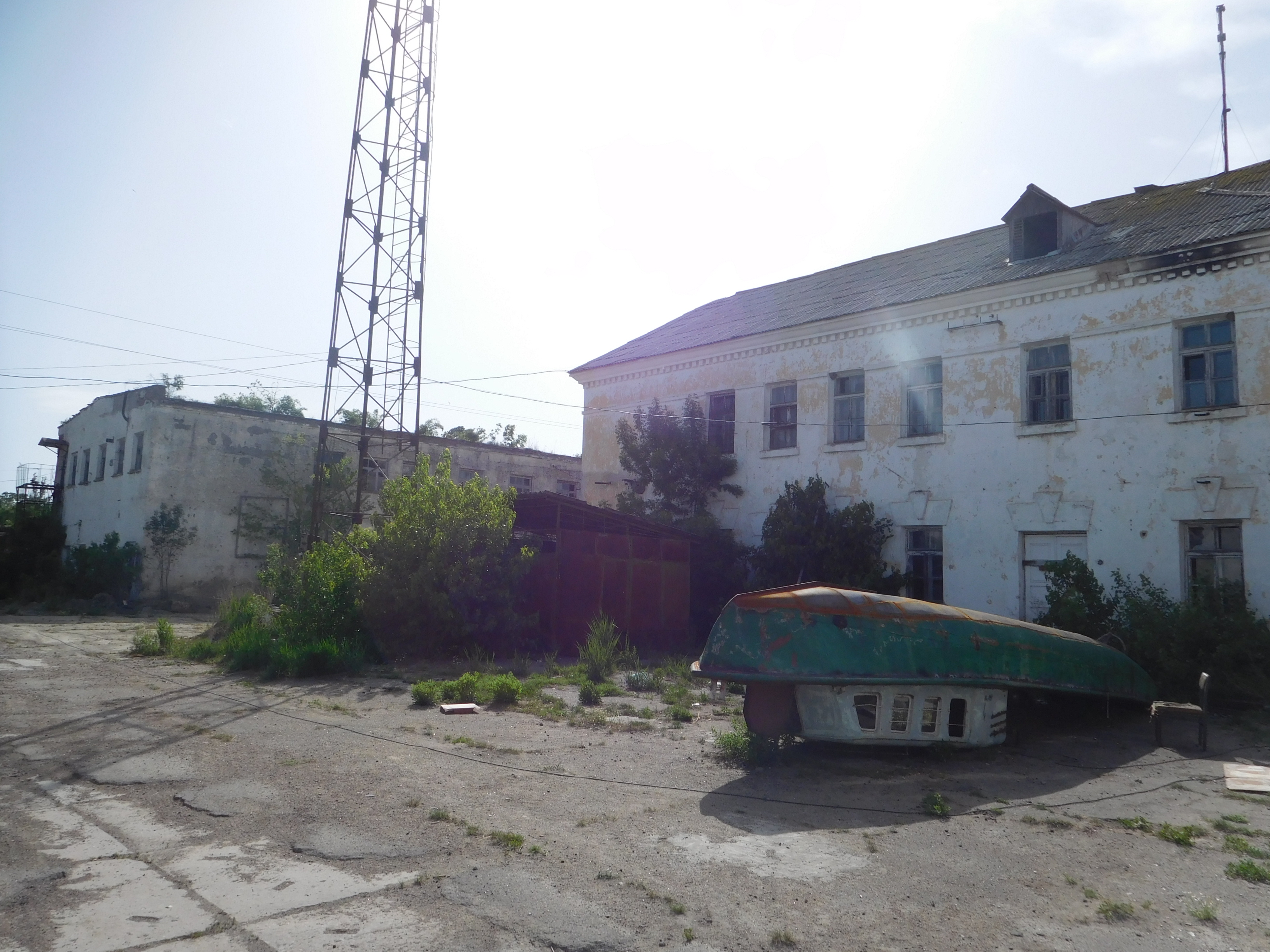
Подвір'я Рибопереробного заводу
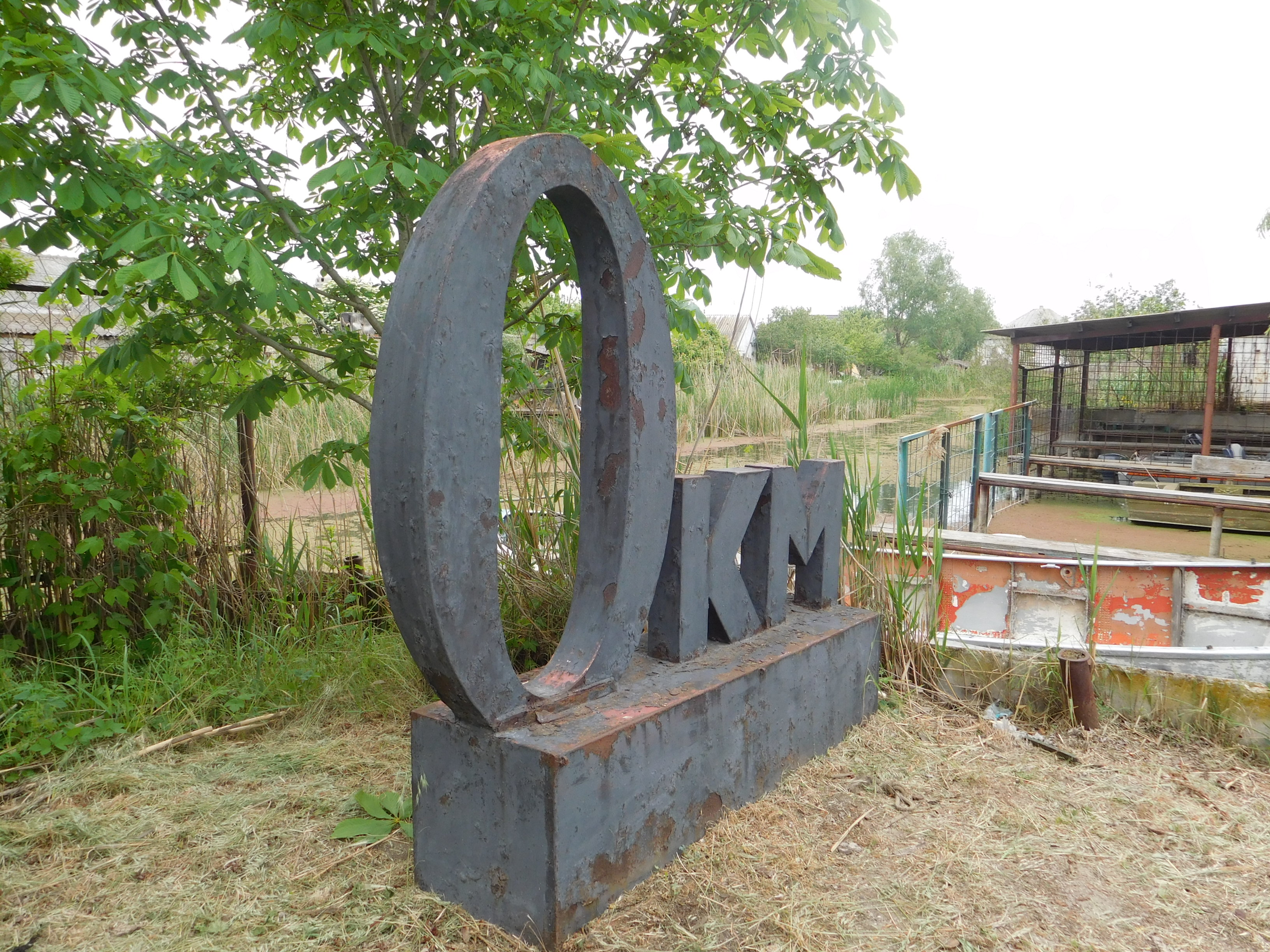
Старий знак 0 км Дунаю, розташований на технічному дворі Офісу Дунайського заповідника, м. Вилкове
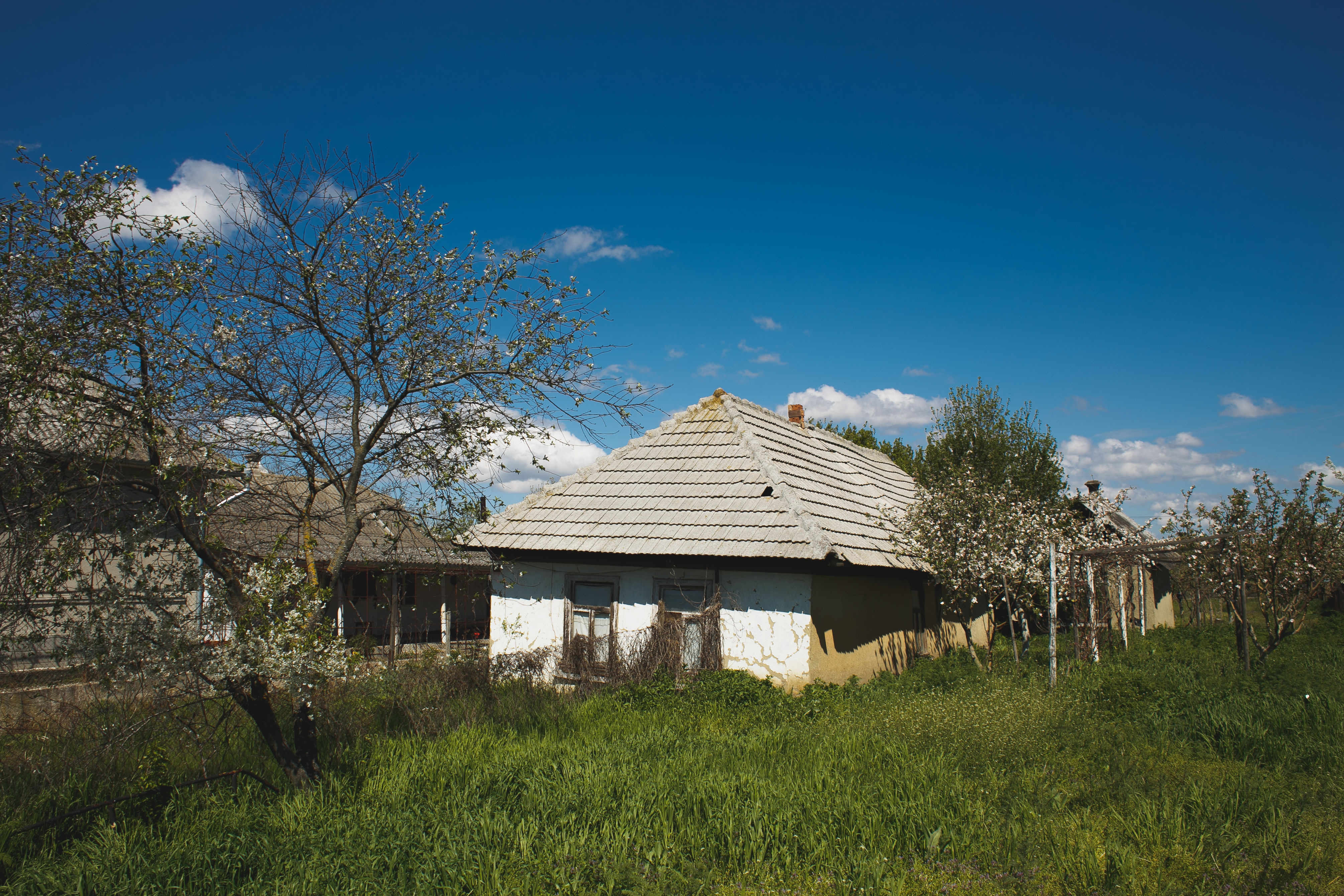
Старі хати в місті

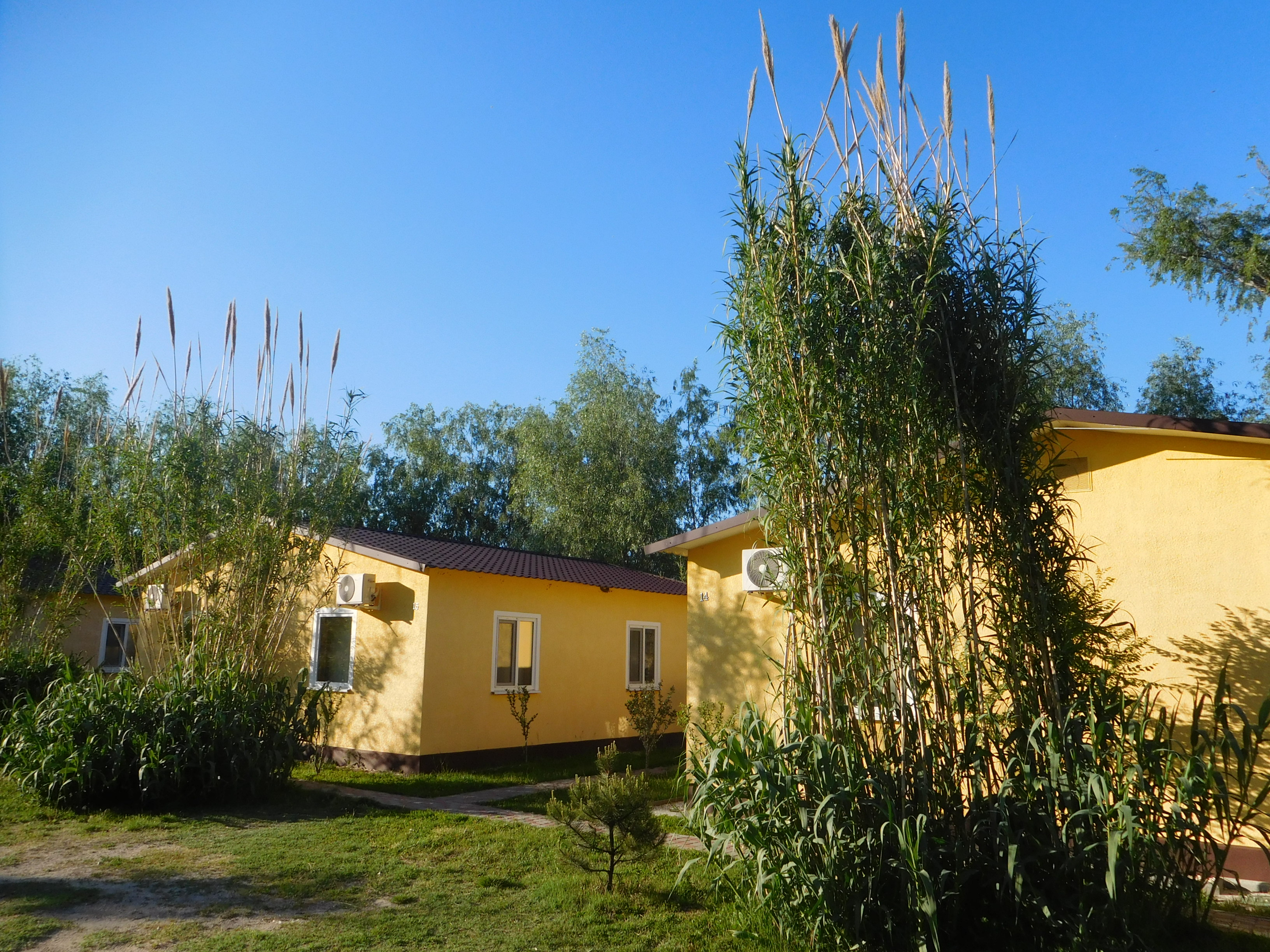
Туристична база «Пелікан»
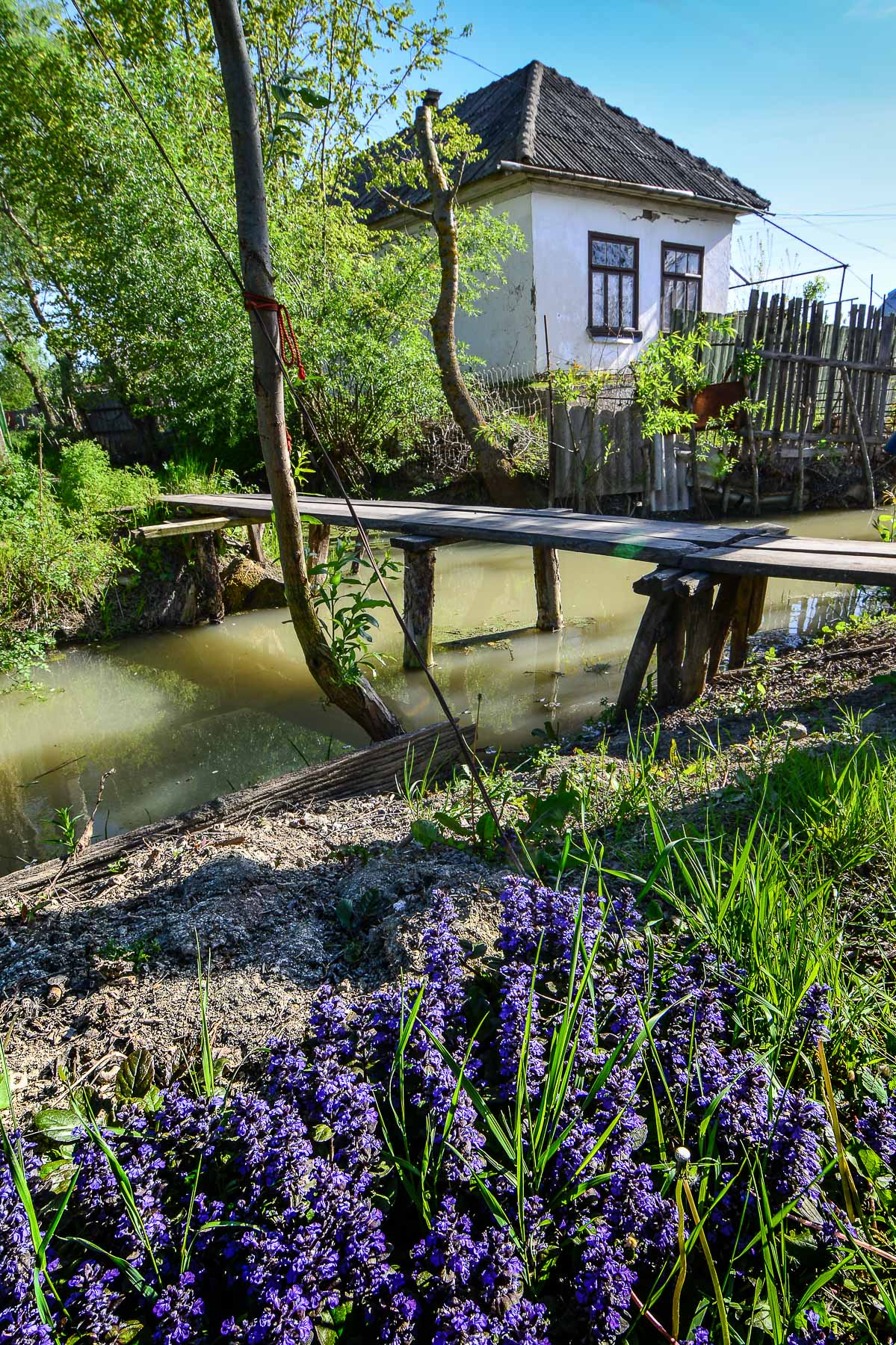
Вулиці Вилкова
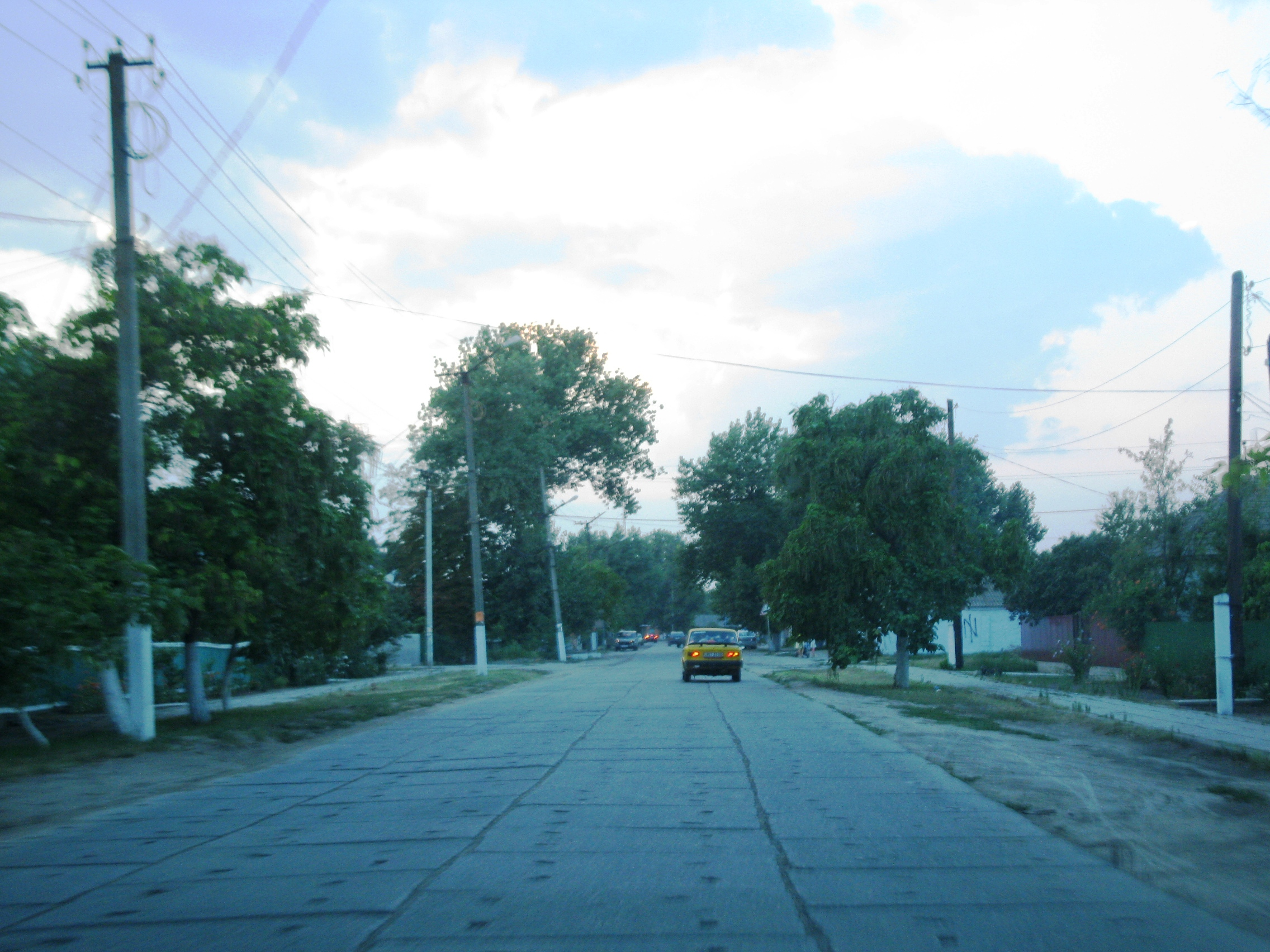
Вулиця Різдвяна
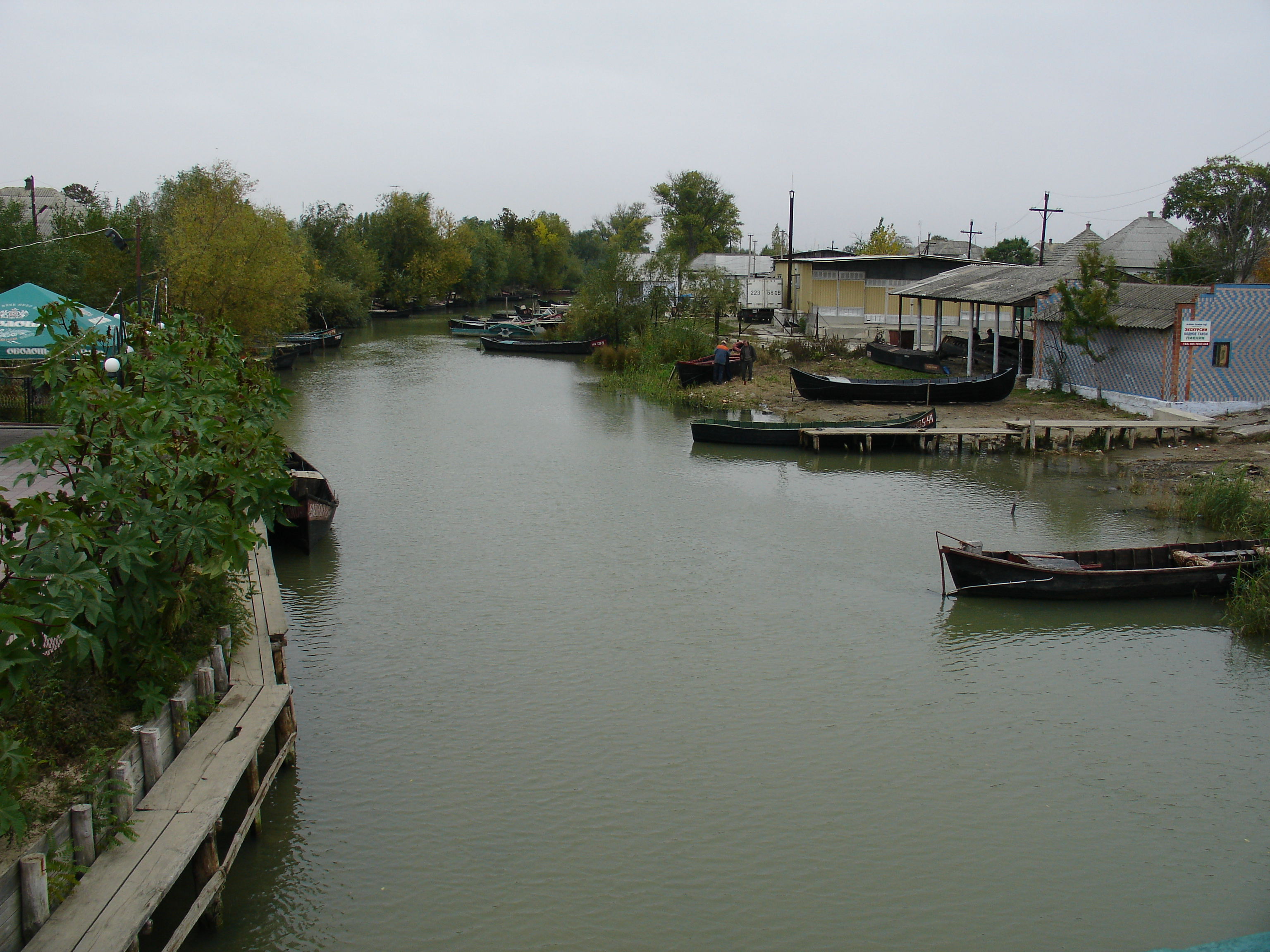
Білогородський канал, одна із центральних «вулиць» Вилкова
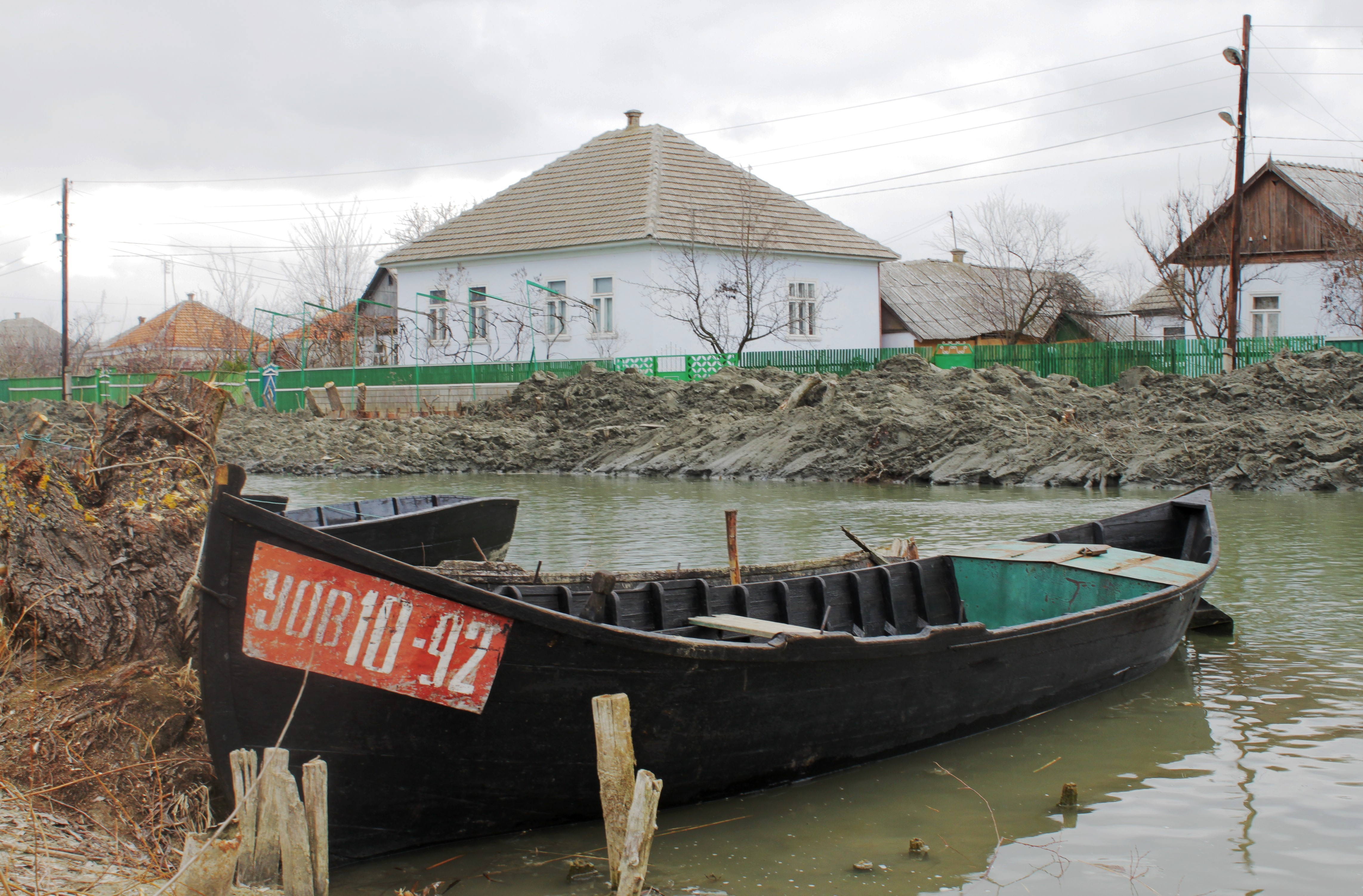
Канали у Вилкові
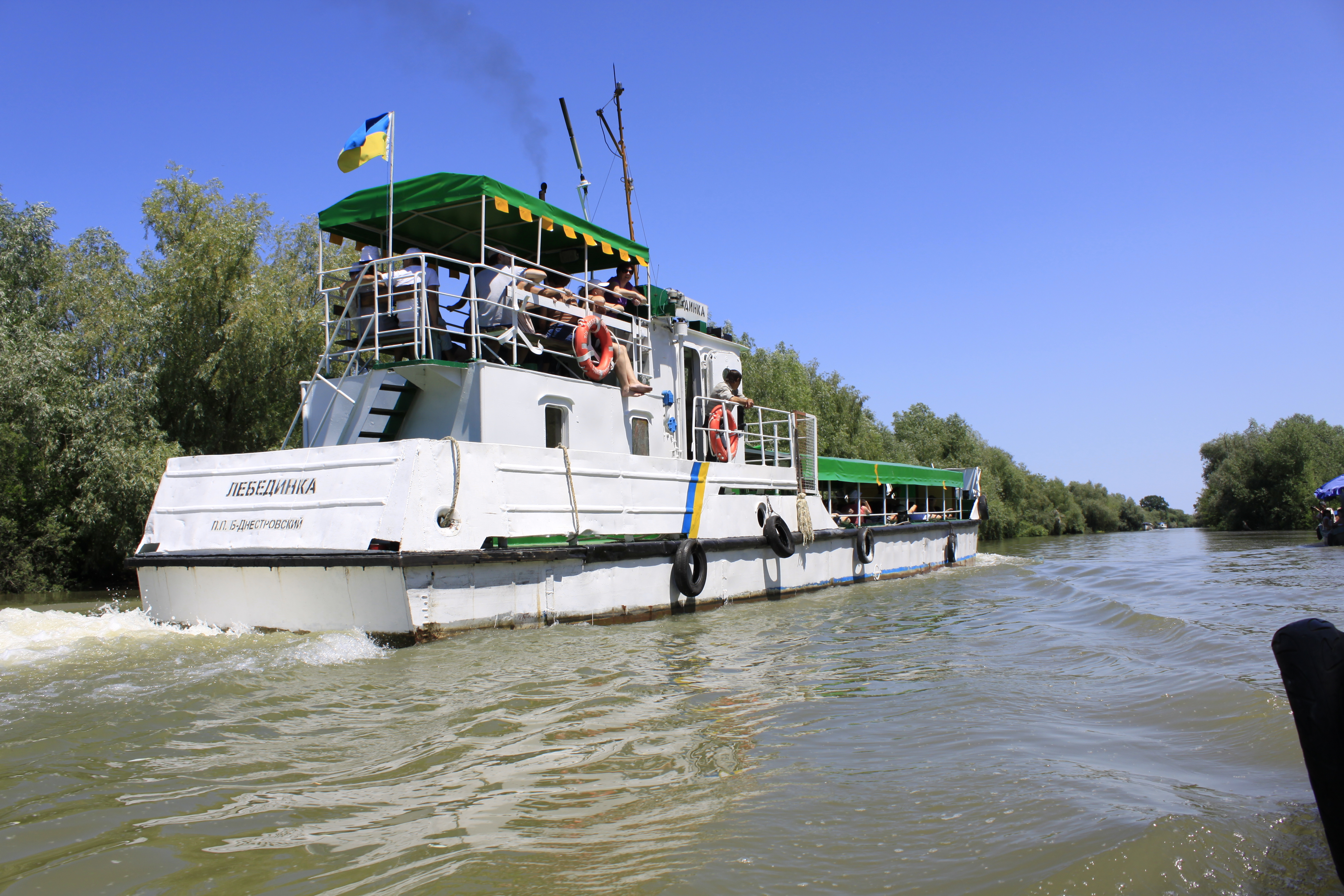
Дунай у Вилкові
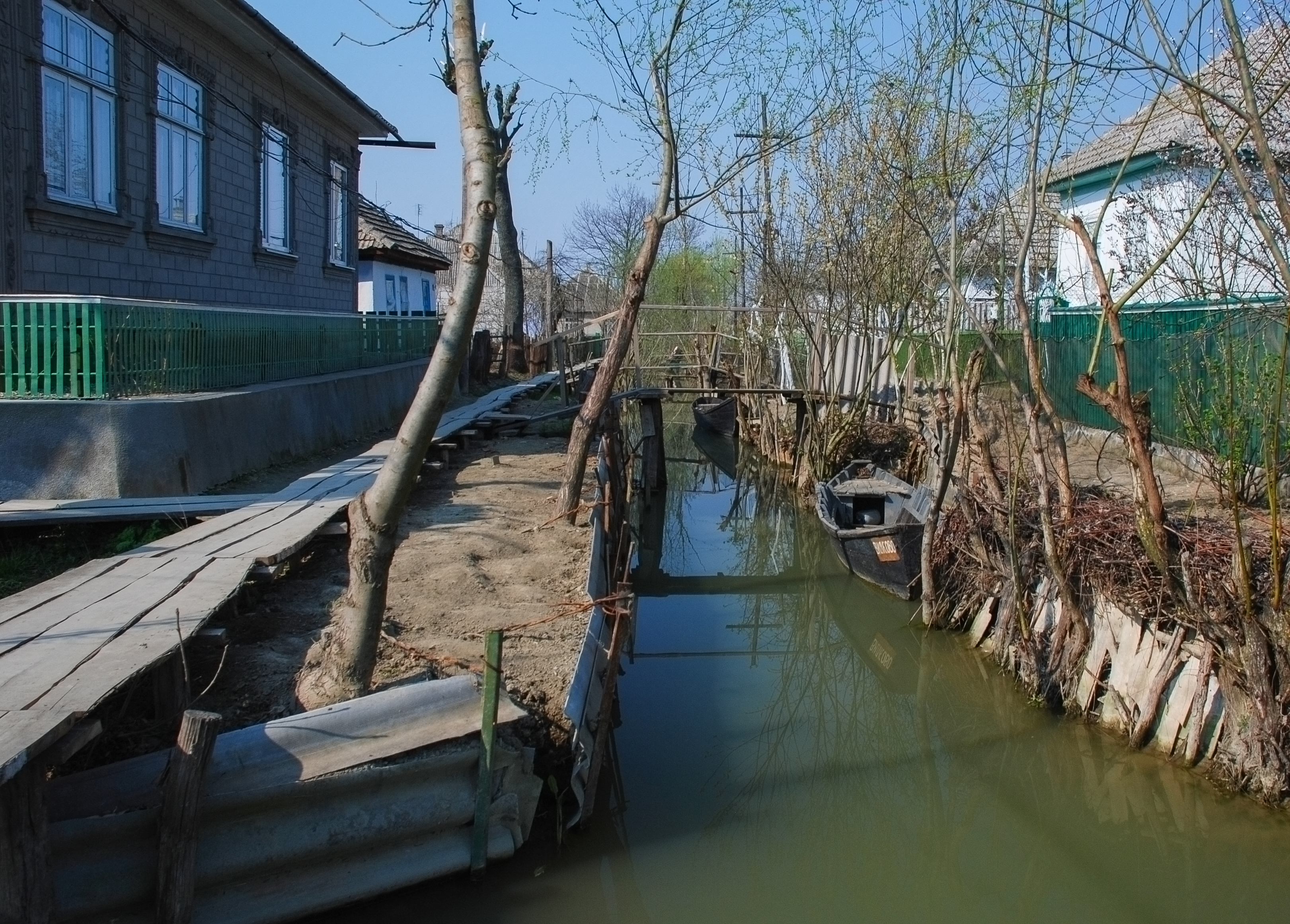
Канал і вулиця